# NBA All-Star Game 2022
Le NBA All-Star Game 2022 est la 71e édition du NBA All-Star Game.
Il se déroule le 20 février 2022 à la Rocket Mortgage FieldHouse de Cleveland, siège des Cavaliers de Cleveland. C'est la troisième fois que la ville de Cleveland accueille le NBA All-Star Game, les anciennes éditions se sont déroulées en 1981 et 1997.
Par concours de circonstances, l'évenement s'est tenu à Cleveland lors du 35e, 50e et 75e anniversaire de la NBA. L'événement est télévisé aux États-Unis pour la 20e fois.

## Format
Pour cette édition du All-Star Game, la NBA décide de garder le format précédemment utilisé en 2020 et 2021. Le score est mis à zéro à chaque début de quart-temps. Puis, au terme du troisième quart-temps, les scores de chaque équipe sont cumulés. Le vainqueur du match est alors désigné lorsqu’une équipe atteint le score de celle qui se trouvait en tête avant le début du quatrième quart-temps, auquel on ajoute 24 points en hommage à Kobe Bryant.
Pour donner un exemple, si le score est de 116-110, l'équipe vainqueur est la première à atteindre les 140 points, puisque l'on prend les 116 points de la première équipe auxquels on ajoute 24. Ce qui signifie que le dernier quart-temps n'a pas de limite de temps.

## Votes des fans

### Système de vote
Le vote pour le All-Star Game 2022 s'est tenu du 25 décembre 2021 au 23 janvier 2022. Les titulaires sont de nouveau choisis par trois comités : les fans, médias et joueurs. La répartition des votes se fait de la manière suivante, concernant les titulaires des deux équipes : 50% des votes des fans, 25% des votes des médias et 25% des votes des joueurs
Des checkpoints détaillés ont été réalisés le 6 janvier, le 13 janvier et le 20 janvier. La NBA a également remis au goût du jour les «2-for-1 days», c'est-à-dire que pendant cinq jours, les votes compteront double ; il s'agissait du 25 décembre puis les 7, 13, 17 et 20 janvier.

### Choix des fans
La NBA a révélé le résultat final des votes, ainsi que les noms des deux capitaines le 27 janvier 2022.

#### Conférence Est
| #  | Joueur (équipe)                         | Nombre de votes |
| -- | --------------------------------------- | --------------- |
| 1  | DeMar DeRozan (Bulls de Chicago)        | 5 243 775       |
| 2  | Trae Young (Hawks d'Atlanta)            | 2 771 070       |
| 3  | Zach LaVine (Bulls de Chicago)          | 2 502 255       |
| 4  | James Harden (Nets de Brooklyn)         | 2 458 923       |
| 5  | LaMelo Ball (Hornets de Charlotte)      | 1 237 410       |
| 6  | Kyrie Irving (Nets de Brooklyn)         | 1 133 025       |
| 7  | Fred VanVleet (Raptors de Toronto)      | 818 492         |
| 8  | Derrick Rose (Knicks de New York)       | 594 823         |
| 9  | Darius Garland (Cavaliers de Cleveland) | 525 728         |
| 10 | Jaylen Brown (Celtics de Boston)        | 443 706         |

| #  | Joueur (équipe)                            | Nombre de votes |
| -- | ------------------------------------------ | --------------- |
| 1  | Kevin Durant (Nets de Brooklyn)            | 6 789 863       |
| 2  | Giánnis Antetokoúnmpo (Bucks de Milwaukee) | 6 485 720       |
| 3  | Joel Embiid (76ers de Philadelphie)        | 4 323 865       |
| 4  | Jayson Tatum (Celtics de Boston)           | 1 996 181       |
| 5  | Jimmy Butler (Heat de Miami)               | 1 787 818       |
| 6  | Jarrett Allen (Cavaliers de Cleveland)     | 690 279         |
| 7  | Pascal Siakam (Raptors de Toronto)         | 625 189         |
| 8  | Bam Adebayo (Heat de Miami)                | 548 279         |
| 9  | Miles Bridges (Hornets de Charlotte)       | 466 225         |
| 10 | / OG Anunoby (Raptors de Toronto)          | 425 026         |

#### Conférence Ouest
| #  | Joueur (équipe)                            | Nombre de votes |
| -- | ------------------------------------------ | --------------- |
| 1  | Stephen Curry (Warriors de Golden State)   | 7 659 673       |
| 2  | Ja Morant (Grizzlies de Memphis)           | 3 571 695       |
| 3  | Luka Dončić (Mavericks de Dallas)          | 2 506 117       |
| 4  | Klay Thompson (Warriors de Golden State)   | 1 710 437       |
| 5  | Devin Booker (Suns de Phoenix)             | 1 165 233       |
| 6  | Russell Westbrook (Lakers de Los Angeles)  | 1 135 015       |
| 7  | Chris Paul (Suns de Phoenix)               | 949 034         |
| 8  | Donovan Mitchell (Jazz de l'Utah)          | 794 563         |
| 9  | Damian Lillard (Trail Blazers de Portland) | 539 215         |
| 10 | Malik Monk (Lakers de Los Angeles)         | 403 623         |

| #  | Joueur (équipe)                                  | Nombre de votes |
| -- | ------------------------------------------------ | --------------- |
| 1  | LeBron James (Lakers de Los Angeles)             | 9 128 231       |
| 2  | Nikola Jokić (Nuggets de Denver)                 | 5 311 167       |
| 3  | Andrew Wiggins (Warriors de Golden State)        | 3 452 586       |
| 4  | Paul George (Clippers de Los Angeles)            | 2 805 203       |
| 5  | Anthony Davis (Lakers de Los Angeles)            | 2 735 850       |
| 6  | Draymond Green (Warriors de Golden State)        | 2 421 934       |
| 7  | Carmelo Anthony (Lakers de Los Angeles)          | 1 930 794       |
| 9  | / Karl-Anthony Towns (Timberwolves du Minnesota) | 1 601 695       |
| 9  | Rudy Gobert (Jazz de l'Utah)                     | 767 505         |
| 10 | Deandre Ayton (Suns de Phoenix)                  | 612 845         |

## Sélection des titulaires
| * | Sélectionné en tant que titulaire          |
| C | Sélectionné en tant que capitaine d'équipe |

Une note pondérée est finalement calculée afin de déterminer les titulaires de la conférence, les notes au plus proche de 1 peuvent permettre au joueur d'être élu titulaire,.
Le joueur ayant reçu le plus de votes des fans, parmi les titulaires, est capitaine pour une des deux équipes.

### Conférence Est
| #  | Joueur (équipe)                         | Classement des fans | Classement des joueurs | Classement des médias | Score pondéré |
| -- | --------------------------------------- | ------------------- | ---------------------- | --------------------- | ------------- |
| 1  | DeMar DeRozan (Bulls de Chicago)*       | 1                   | 1                      | 1                     | 1,00          |
| 2  | Trae Young (Hawks d'Atlanta)*           | 2                   | 3                      | 2                     | 2,25          |
| 3  | Zach LaVine (Bulls de Chicago)          | 3                   | 2                      | 3                     | 2,75          |
| 4  | James Harden (Nets de Brooklyn)         | 4                   | 3                      | 4                     | 3,75          |
| 5  | LaMelo Ball (Hornets de Charlotte)      | 5                   | 6                      | 8                     | 6,00          |
| 6  | Fred VanVleet (Raptors de Toronto)      | 7                   | 7                      | 5                     | 6,50          |
| 7  | Kyrie Irving (Nets de Brooklyn)         | 6                   | 8                      | 9                     | 7,25          |
| 8  | Darius Garland (Cavaliers de Cleveland) | 9                   | 5                      | 6                     | 7,25          |
| 9  | Derrick Rose (Knicks de New York)       | 8                   | 14                     | 9                     | 9,25          |
| 10 | Jaylen Brown (Celtics de Boston)        | 10                  | 11                     | 9                     | 10,0          |

| #  | Joueur (équipe)                             | Classement des fans | Classement des joueurs | Classement des médias | Score pondéré |
| -- | ------------------------------------------- | ------------------- | ---------------------- | --------------------- | ------------- |
| 1  | Kevin Durant (Nets de Brooklyn) C           | 1                   | 1                      | 1                     | 1,00          |
| 2  | Giánnis Antetokoúnmpo (Bucks de Milwaukee)* | 2                   | 2                      | 1                     | 1,75          |
| 3  | Joel Embiid (76ers de Philadelphie)*        | 3                   | 3                      | 1                     | 2,50          |
| 4  | Jayson Tatum (Celtics de Boston)            | 4                   | 6                      | 4                     | 4,50          |
| 5  | Jarrett Allen (Cavaliers de Cleveland)      | 6                   | 5                      | 4                     | 5,25          |
| 6  | Jimmy Butler (Heat de Miami)                | 5                   | 8                      | 4                     | 5,50          |
| 7  | Miles Bridges (Hornets de Charlotte)        | 9                   | 4                      | 4                     | 6,50          |
| 8  | Bam Adebayo (Heat de Miami)                 | 8                   | 7                      | 4                     | 6,75          |
| 9  | Pascal Siakam (Raptors de Toronto)          | 7                   | 10                     | 4                     | 7,00          |
| 10 | Nikola Vučević (Bulls de Chicago)           | 12                  | 9                      | 4                     | 9,25          |

### Conférence Ouest
| #  | Joueur (équipe)                             | Classement des fans | Classement des joueurs | Classement des médias | Score pondéré |
| -- | ------------------------------------------- | ------------------- | ---------------------- | --------------------- | ------------- |
| 1  | Stephen Curry (Warriors de Golden State)*   | 1                   | 1                      | 1                     | 1,00          |
| 2  | Ja Morant (Grizzlies de Memphis)*           | 2                   | 2                      | 2                     | 2,00          |
| 3  | Luka Dončić (Mavericks de Dallas)           | 3                   | 4                      | 7                     | 4,25          |
| 4  | Devin Booker (Suns de Phoenix)              | 5                   | 3                      | 4                     | 4,25          |
| 5  | Chris Paul (Suns de Phoenix)                | 7                   | 5                      | 3                     | 5,50          |
| 6  | Klay Thompson (Warriors de Golden State)    | 4                   | 13                     | 7                     | 7,00          |
| 7  | Donovan Mitchell (Jazz de l'Utah)           | 8                   | 9                      | 5                     | 7,50          |
| 8  | Dejounte Murray (Spurs de San Antonio)      | 12                  | 6                      | 5                     | 8,75          |
| 9  | Damian Lillard (Trail Blazers de Portland)  | 9                   | 11                     | 7                     | 9,00          |
| 10 | Anthony Edwards (Timberwolves du Minnesota) | 11                  | 8                      | 7                     | 9,25          |

| #  | Joueur (équipe)                                  | Classement des fans | Classement des joueurs | Classement des médias | Score pondéré |
| -- | ------------------------------------------------ | ------------------- | ---------------------- | --------------------- | ------------- |
| 1  | LeBron James (Lakers de Los Angeles) C           | 1                   | 1                      | 1                     | 1,00          |
| 2  | Nikola Jokić (Nuggets de Denver)*                | 2                   | 2                      | 1                     | 1,75          |
| 3  | Andrew Wiggins (Warriors de Golden State)*       | 3                   | 5                      | 6                     | 4,25          |
| 4  | Draymond Green (Warriors de Golden State)        | 6                   | 3                      | 4                     | 4,75          |
| 5  | Paul George (Clippers de Los Angeles)            | 4                   | 8                      | 7                     | 5,75          |
| 6  | Rudy Gobert (Jazz de l'Utah)                     | 9                   | 4                      | 3                     | 6,25          |
| 7  | / Karl-Anthony Towns (Timberwolves du Minnesota) | 8                   | 7                      | 5                     | 7,00          |
| 8  | Anthony Davis (Lakers de Los Angeles)            | 5                   | 14                     | 9                     | 8,25          |
| 9  | Carmelo Anthony (Lakers de Los Angeles)          | 7                   | 12                     | 9                     | 8,75          |
| 10 | Deandre Ayton (Suns de Phoenix)                  | 10                  | 6                      | 9                     | 8,75          |

## Sélection des remplaçants
Les entraîneurs de chaque conférence désignent 7 remplaçants par conférence, qui sont dévoilés le 3 février.
| Joueur          | Équipe                 |
| --------------- | ---------------------- |
| Jimmy Butler    | Heat de Miami          |
| Darius Garland  | Cavaliers de Cleveland |
| James Harden    | Nets de Brooklyn       |
| Zach LaVine     | Bulls de Chicago       |
| Khris Middleton | Bucks de Milwaukee     |
| Jayson Tatum    | Celtics de Boston      |
| Fred VanVleet   | Raptors de Toronto     |

| Joueur             | Équipe                    |
| ------------------ | ------------------------- |
| Devin Booker       | Suns de Phoenix           |
| Luka Dončić        | Mavericks de Dallas       |
| Rudy Gobert        | Jazz de l'Utah            |
| Draymond Green     | Warriors de Golden State  |
| Donovan Mitchell   | Jazz de l'Utah            |
| Chris Paul         | Suns de Phoenix           |
| Karl-Anthony Towns | Timberwolves du Minnesota |

## Entraîneurs
Monty Williams, entraîneur des Suns de Phoenix, est sélectionné pour entraîner la Team LeBron.
Erik Spoelstra, entraîneur du Heat de Miami, est sélectionné pour entraîner la Team Durant.

## Composition des équipes
| * | Sélectionné en tant que titulaire          |
| C | Sélectionné en tant que capitaine d'équipe |

| Joueur                                        | Équipe                   | Participation |
| --------------------------------------------- | ------------------------ | ------------- |
| LeBron James C                                | Lakers de Los Angeles    | 18e           |
| Stephen Curry                                 | Warriors de Golden State | 8e            |
| DeMar DeRozan                                 | Bulls de Chicago         | 5e            |
| Giánnis Antetokoúnmpo                         | Bucks de Milwaukee       | 6e            |
| Nikola Jokić                                  | Nuggets de Denver        | 4e            |
| Chris Paul                                    | Suns de Phoenix          | 12e           |
| Fred VanVleet                                 | Raptors de Toronto       | 1re           |
| Luka Dončić                                   | Mavericks de Dallas      | 3e            |
| Darius Garland                                | Cavaliers de Cleveland   | 1re           |
| James Harden 3                                | 76ers de Philadelphie    | 10e           |
| Jimmy Butler                                  | Heat de Miami            | 6e            |
| Donovan Mitchell                              | Jazz de l'Utah           | 3e            |
| Jarrett Allen 3                               | Cavaliers de Cleveland   | 1re           |
| Entraîneur : Monty Williams (Suns de Phoenix) |                          |               |

|                                 | maillot Maillot de laTeam LeBron · maillot Maillot de laTeam LeBron |  |
| Maillot de laTeam LeBron shorts |                                                                     |  |
|                                 |                                                                     |  |
| Maillot de la Team LeBron       |                                                                     |  |

| Joueur                                      | Équipe                    | Participation |
| ------------------------------------------- | ------------------------- | ------------- |
| Kevin Durant C 1                            | Nets de Brooklyn          | 12e           |
| Ja Morant                                   | Grizzlies de Memphis      | 1re           |
| Trae Young                                  | Hawks d'Atlanta           | 2e            |
| Jayson Tatum                                | Celtics de Boston         | 3e            |
| Andrew Wiggins                              | Warriors de Golden State  | 1re           |
| Joel Embiid                                 | 76ers de Philadelphie     | 5e            |
| Dejounte Murray 2                           | Spurs de San Antonio      | 1re           |
| LaMelo Ball 1                               | Hornets de Charlotte      | 1re           |
| Zach LaVine                                 | Bulls de Chicago          | 2e            |
| Devin Booker                                | Suns de Phoenix           | 3e            |
| Khris Middleton                             | Bucks de Milwaukee        | 3e            |
| Karl-Anthony Towns                          | Timberwolves du Minnesota | 3e            |
| Rudy Gobert                                 | Jazz de l'Utah            | 3e            |
| Entraîneur : Erik Spoelstra (Heat de Miami) |                           |               |

|                                 | maillot Maillot de laTeam Durant · maillot Maillot de laTeam Durant |  |
| Maillot de laTeam Durant shorts |                                                                     |  |
|                                 |                                                                     |  |
| Maillot de la Team Durant       |                                                                     |  |

1 : LaMelo Ball remplace Kevin Durant, blessé.
2 : Dejounte Murray remplace Draymond Green, blessé.
3 : Jarrett Allen remplace James Harden, blessé.

## Match
| 20 février 2022 20h00 | Rapport | Team LeBron 163, Team Durant 160                            | Team LeBron 163, Team Durant 160 | Team LeBron 163, Team Durant 160               |  | Rocket Mortgage FieldHouse, Cleveland Arbitres : Kane Fitzgerald James Williams Brian Forte | TNT |
| 20 février 2022 20h00 | Rapport | Score par quart-temps : 47-45, 46-49, 45-45, 25-21          |                                  |                                                |  | Rocket Mortgage FieldHouse, Cleveland Arbitres : Kane Fitzgerald James Williams Brian Forte | TNT |
| 20 février 2022 20h00 | Rapport | Score par mi-temps : 93-94, 70-66                           |                                  |                                                |  | Rocket Mortgage FieldHouse, Cleveland Arbitres : Kane Fitzgerald James Williams Brian Forte | TNT |
| 20 février 2022 20h00 | Rapport | Stephen Curry, 50 Giánnis Antetokoúnmpo, 12 James, Jokić, 8 | Points Rebonds Passes d.         | Joel Embiid, 36 Joel Embiid, 10 Trae Young, 10 |  | Rocket Mortgage FieldHouse, Cleveland Arbitres : Kane Fitzgerald James Williams Brian Forte | TNT |

MVP : Stephen Curry

## All-Star Week-end

### Rising Stars Challenge
Le Rising Stars Challenge oppose initialement des joueurs rookies et sophomores de la ligue. Auparavant, les joueurs de première année étaient opposés à ceux de deuxième année. Depuis quelques années, l'opposition est faite entre les joueurs américains (Team USA) et les joueurs internationaux (Team World). Cette année, la NBA a décidé de changer de formule et a dévoilé un nouveau format.
Il s’agit d’un tournoi à quatre équipes de sept joueurs qui vont s’affronter dans un format demi-finale puis finale. Pour gagner ces matchs, il n’y aura pas de temps mais seulement un nombre de points à atteindre. 50 points pour les demi-finales et 25 points pour la finale, qui donnent un total de 75 points à inscrire pour remporter le tournoi.
Sur les 28 joueurs qui participent au tournoi, il y réside un total de 12 rookies et 12 sophomores, qui seront accompagnés de quatre joueurs de l'équipe de NBA G League Ignite. Ces derniers deviennent ainsi les premiers joueurs qui ne jouent pas en NBA à participer au NBA All-Star Week-end. Les joueurs de la NBA G League Ignite sont sélectionnés par les entraîneurs de la NBA Gatorade League et chaque équipe du tournoi est composée de l’un d’entre eux. Les 24 autres joueurs sont sélectionnés par les entraîneurs assistants des équipes NBA. Le jour du tournoi, chaque équipe est dirigée par un membre du Top 75 all-time de la NBA.
Un concours de tir aura même lieu entre les demi-finales et la finale : le Clutch Challenge. Quatre équipes de deux joueurs devront inscrire un tir depuis cinq positions différentes sur le parquet (positions sélectionnées par la NBA en référence à certains tirs mythiques de l’histoire des playoffs). La première équipe débute avec 90 secondes pour marquer ces cinq tirs, et le temps utilisé pour y arriver sera le nouveau temps de référence pour l’équipe suivante. Les coéquipiers devront se relayer de sorte qu’aucun joueur ne tire deux fois de suite et finalement, c’est l’équipe qui inscrit le plus rapidement ses tirs qui remporte le concours.

#### Sélection des joueurs
La sélection des joueurs est annoncée le 2 février, avec un total de 28 joueurs, repartis entre les rookies, sophomores et jeunes joueurs de la NBA G League Ignite.
| Joueur             | Équipe                          |
| ------------------ | ------------------------------- |
| Scottie Barnes     | Raptors de Toronto              |
| Cade Cunningham    | Pistons de Détroit              |
| Ayo Dosunmu        | Bulls de Chicago                |
| / Chris Duarte 1   | Pacers de l'Indiana             |
| Josh Giddey        | Thunder d'Oklahoma City         |
| Jalen Green        | Rockets de Houston              |
| Nah'Shon Hyland 2  | Nuggets de Denver               |
| Herbert Jones      | Pelicans de La Nouvelle-Orléans |
| Jonathan Kuminga 1 | Warriors de Golden State        |
| Davion Mitchell 2  | Kings de Sacramento             |
| Evan Mobley        | Cavaliers de Cleveland          |
| Alperen Şengün     | Rockets de Houston              |
| Jalen Suggs        | Magic d'Orlando                 |
| Franz Wagner       | Magic d'Orlando                 |

| Joueur            | Équipe                    |
| ----------------- | ------------------------- |
| Precious Achiuwa  | Raptors de Toronto        |
| Cole Anthony      | Magic d'Orlando           |
| LaMelo Ball       | Hornets de Charlotte      |
| Desmond Bane      | Grizzlies de Memphis      |
| Saddiq Bey        | Pistons de Détroit        |
| Anthony Edwards   | Timberwolves du Minnesota |
| Tyrese Haliburton | Pacers de l'Indiana       |
| Tyrese Maxey      | 76ers de Philadelphie     |
| Jaden McDaniels   | Timberwolves du Minnesota |
| Isaac Okoro       | Cavaliers de Cleveland    |
| Isaiah Stewart    | Pistons de Détroit        |
| Jae'Sean Tate     | Rockets de Houston        |

| Joueurs de la NBA G League Ignite | Joueurs de la NBA G League Ignite | Joueurs de la NBA G League Ignite | Joueurs de la NBA G League Ignite |
| --------------------------------- | --------------------------------- | --------------------------------- | --------------------------------- |
| MarJon Beauchamp                  | Dyson Daniels                     | Jaden Hardy                       | Scoot Henderson                   |

1 : Jonathan Kuminga remplace Chris Duarte, blessé.
2 : Nah'Shon Hyland remplace Davion Mitchell, blessé.

#### Composition des équipes
Les joueurs sont ensuite répartis dans quatre équipes, dirigées par des joueurs marquants de l'histoire de la NBA, afin de célébrer le 75e anniversaire.
| Joueur          |
| --------------- |
| Cade Cunningham |
| Dyson Daniels   |
| Evan Mobley     |
| Isaac Okoro     |
| Alperen Şengün  |
| Jae'Sean Tate   |
| Franz Wagner    |

| Joueur           |
| ---------------- |
| LaMelo Ball      |
| Scottie Barnes   |
| Ayo Dosunmu      |
| Scoot Henderson  |
| Nah'Shon Hyland  |
| Jonathan Kuminga |
| Jaden McDaniels  |

| Joueur            |
| ----------------- |
| Precious Achiuwa  |
| Desmond Bane      |
| Saddiq Bey        |
| Anthony Edwards   |
| Tyrese Haliburton |
| Jaden Hardy       |
| Isaiah Stewart    |

| Joueur           |
| ---------------- |
| Cole Anthony     |
| MarJon Beauchamp |
| Josh Giddey      |
| Jalen Green      |
| Herbert Jones    |
| Tyrese Maxey     |
| Jalen Suggs      |

#### Compétition
|  | Demi-finales      | Demi-finales    |                   |    | Finale | Finale |
|  | Demi-finales      | Demi-finales    |                   |    | Finale | Finale |
|  |                   |                 |                   |    |        |        |
|  |                   |                 |                   |    |        |        |
|  |                   |                 |                   |    |        |        |
|  | Team Isiah Thomas | 50              |                   |    |        |        |
|  | Team Isiah Thomas | 50              |                   |    |        |        |
|  | Team James Worthy | 49              |                   |    |        |        |
|  | Team James Worthy | 49              | Team Isiah Thomas | 20 |        |        |
|  |                   |                 | Team Isiah Thomas | 20 |        |        |
|  |                   | Team Rick Barry | 25                |    |        |        |
|  | Team Rick Barry   | Team Rick Barry | 25                | 50 |        |        |
|  | Team Rick Barry   |                 |                   | 50 |        |        |
|  | Team Gary Payton  | 48              |                   |    |        |        |
|  | Team Gary Payton  | 48              |                   |    |        |        |

MVP : Cade Cunningham

### Concours de dunk
Cette année les participants sont : Cole Anthony, Jalen Green, Obi Toppin et Juan Toscano-Anderson.
| Joueur                | Équipe                   | 1er tour   | Finale     |
| --------------------- | ------------------------ | ---------- | ---------- |
| Obi Toppin            | Knicks de New York       | 90 (44+46) | 92 (45+47) |
| Juan Toscano-Anderson | Warriors de Golden State | 87 (44+43) | 69 (39+30) |
| Jalen Green           | Rockets de Houston       | 83 (38+45) | N/A        |
| Cole Anthony          | Magic d'Orlando          | 70 (40+30) | N/A        |

### Concours de tirs à trois points
Les participants du concours de tirs à trois points sont : C. J. McCollum, Luke Kennard, Zach LaVine, Fred VanVleet, Patty Mills, Karl-Anthony Towns, Desmond Bane et Trae Young.
| Pos.    | Joueur             | Équipe                          | 1er tour  | Finale    |
| ------- | ------------------ | ------------------------------- | --------- | --------- |
| Pivot   | Karl-Anthony Towns | Timberwolves du Minnesota       | 22 points | 29 points |
| Arrière | Luke Kennard       | Clippers de Los Angeles         | 28 points | 26 points |
| Meneur  | Trae Young         | Hawks d'Atlanta                 | 22 points | 26 points |
| Meneur  | Patty Mills        | Nets de Brooklyn                | 21 points | N/A       |
| Arrière | C. J. McCollum     | Pelicans de La Nouvelle-Orléans | 19 points | N/A       |
| Ailier  | Desmond Bane       | Grizzlies de Memphis            | 18 points | N/A       |
| Meneur  | Fred VanVleet      | Raptors de Toronto              | 16 points | N/A       |
| Arrière | Zach LaVine        | Bulls de Chicago                | 14 points | N/A       |

### Taco Bell Skills Challenge
Team Rooks
| Joueur                                     | Équipe                                                        |
| ------------------------------------------ | ------------------------------------------------------------- |
| Scottie Barnes Cade Cunningham Josh Giddey | Raptors de Toronto Pistons de Détroit Thunder d'Oklahoma City |

Team Cavs
| Joueur                                   | Équipe                 |
| ---------------------------------------- | ---------------------- |
| Jarrett Allen Darius Garland Evan Mobley | Cavaliers de Cleveland |

Team Antetokounmpos
| Joueur                                                          | Équipe                                            |
| --------------------------------------------------------------- | ------------------------------------------------- |
| Giánnis Antetokoúnmpo Álex Antetokoúnmpo Thanásis Antetokoúnmpo | Bucks de Milwaukee Raptors 905 Bucks de Milwaukee |

Point de chaque round
| Équipe        | Points 1er round | Points 2ème round | Points 3ème round | Round final |
| ------------- | ---------------- | ----------------- | ----------------- | ----------- |
| Rooks         | 0                | 0                 | 200               | /           |
| Antetokoúnmpo | 0                | 100               | 0                 | Éliminé     |
| Cavs          | 100              | 0                 | 0                 | Gagnant     |